# Colonia (Yap)
Colonia – miasto w Sfederowanych Stanach Mikronezji, znajdujące się na wyspie Yap. W 2006 roku jego populacja wynosiła 2 100 mieszkańców. Colonia to ważny ośrodek turystyczny (miejscowość posiada kilka hoteli). Miasto jest stolicą stanu Yap.